# 시릴 아비테불
시릴 프랑수아 로저 아비테불(Cyril François Roger Abiteboul, 1977년 10월 14일 ~ )은 프랑스의 자동차 경주 공학자, 매니저이다. 2023년 1월부터 현대 모터스포츠의 팀 수석으로 재직하고 있으며, 2023년 12월부터 김선평(션 킴, Sean Kim) 대표에 이어 현대 모터스포츠의 대표를 겸임하고 있다. 2013년부터 2014년까지 케이터햄 F1 팀 수석, 2014년부터 2020년까지 르노 F1의 관리 감독을 지냈다.